# Jan de Weryha-Wysoczański
Jan de Weryha-Wysoczański (Danzica, 1950) è uno scultore polacco.

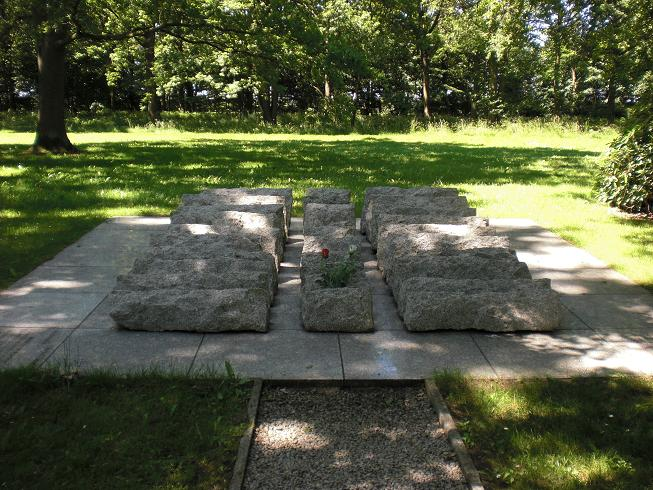
Monumento in ricordo dei deportati della rivolta di Varsavia nel 1944 a Amburgo, 1999

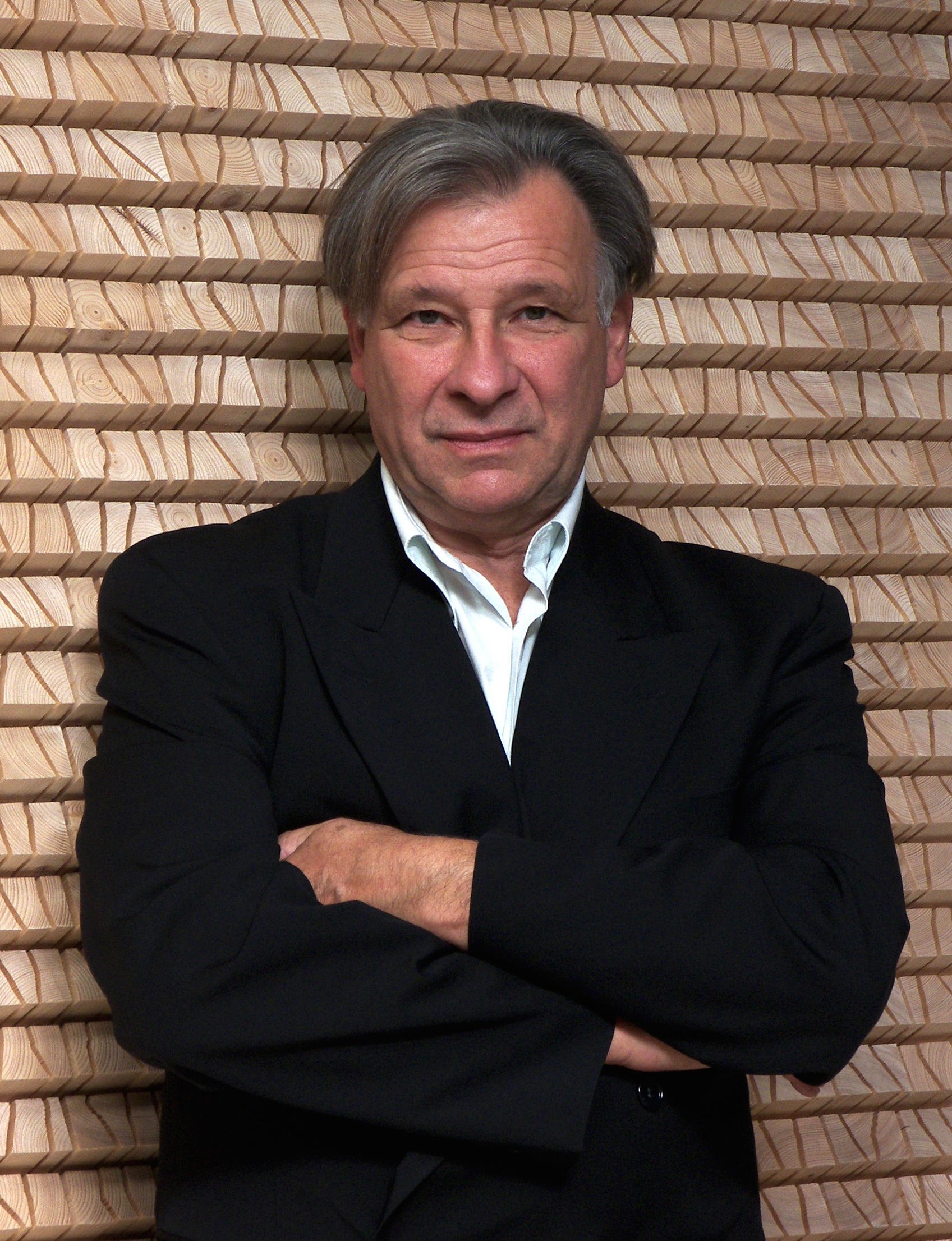
Jan de Weryha-Wysoczański nel 2014

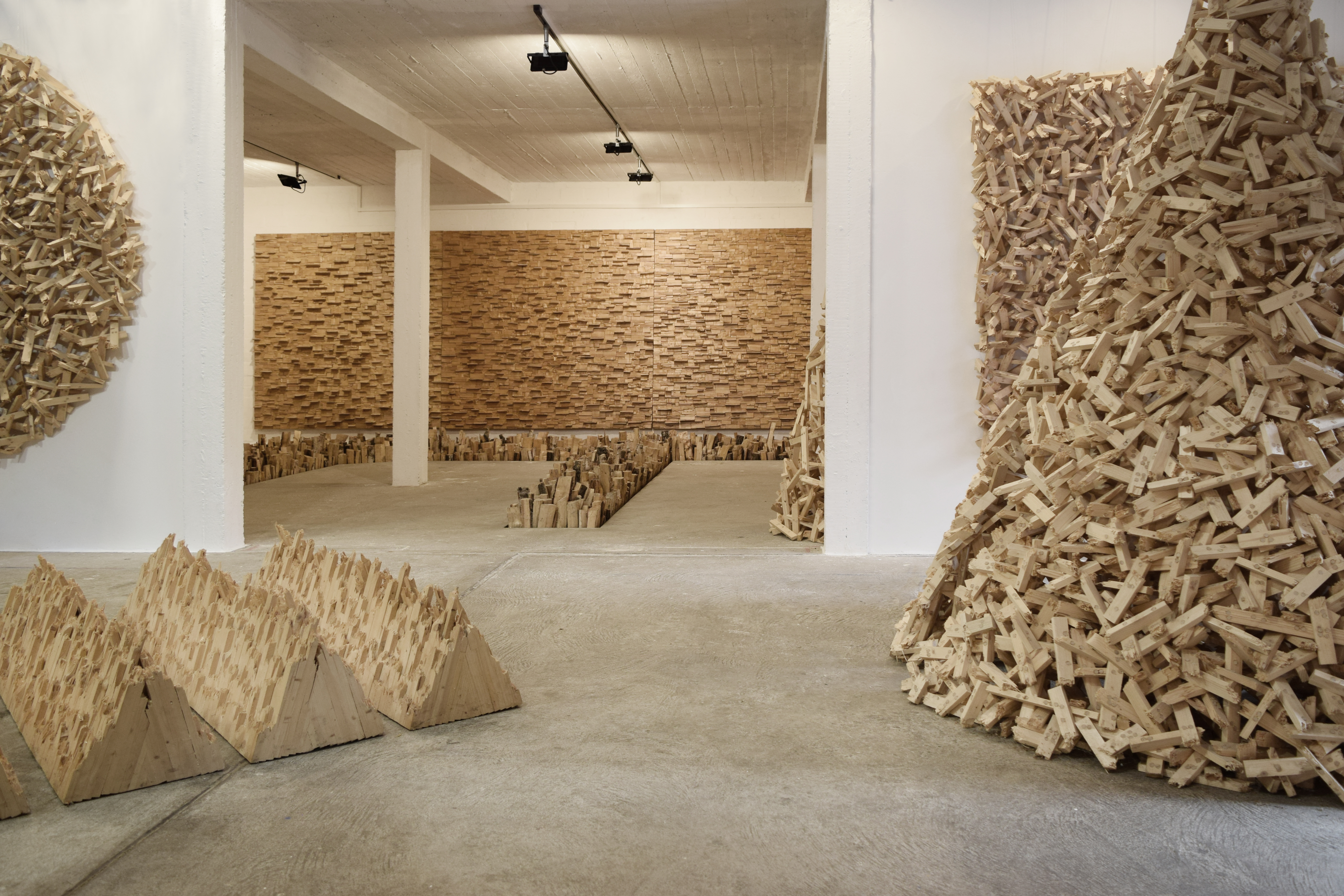
Sammlung de Weryha, Amburgo, con una esposizione permanente dell'artista

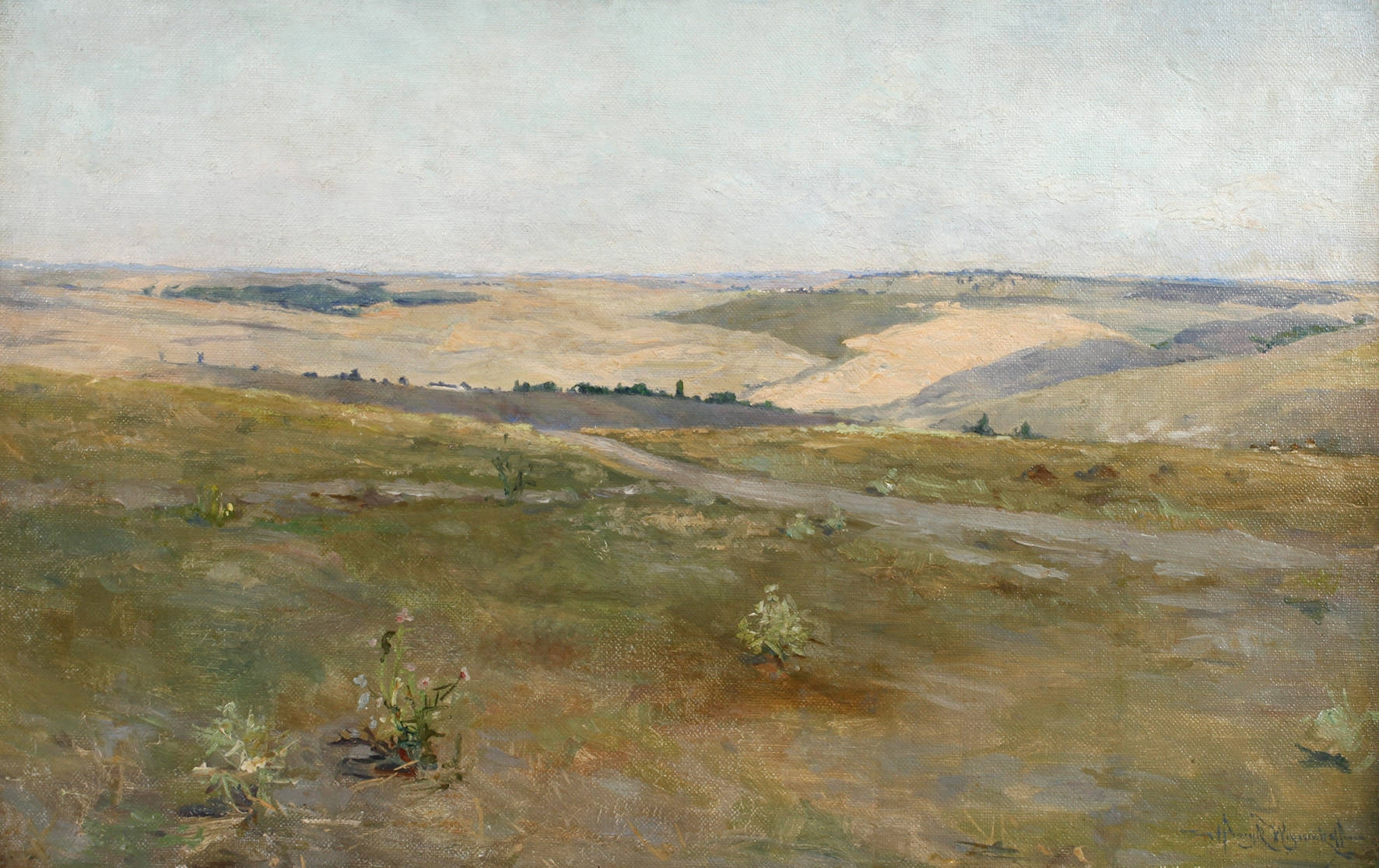
Pittura di Henryk Weyssenhoff, collezione del Cavaliere de Weryha-Wysoczański

Nel 1976 si diploma in scultura, presso l'accademia dell'arte di Danzica.
Nel 1981 si trasferisce ad Amburgo. 
Nel 1998 è il vincitore del Prix dǔ Jury al Salon de Printenps '98 in Lussemburgo. Nel 1999 riceve l'incarico per il monumento in ricordo dei deportati della rivolta di Varsavia nel 1944 per il campo di concentramento di Neuengamme.